# SGK1
SGK1 (англ. Serum/glucocorticoid regulated kinase 1) – білок, який кодується однойменним геном, розташованим у людей на короткому плечі 6-ї хромосоми. Довжина поліпептидного ланцюга білка становить 431 амінокислот, а молекулярна маса — 48 942.
| 10         |  | 20         |  | 30         |  | 40         |  | 50         |
| ---------- |  | ---------- |  | ---------- |  | ---------- |  | ---------- |
| MTVKTEAAKG |  | TLTYSRMRGM |  | VAILIAFMKQ |  | RRMGLNDFIQ |  | KIANNSYACK |
| HPEVQSILKI |  | SQPQEPELMN |  | ANPSPPPSPS |  | QQINLGPSSN |  | PHAKPSDFHF |
| LKVIGKGSFG |  | KVLLARHKAE |  | EVFYAVKVLQ |  | KKAILKKKEE |  | KHIMSERNVL |
| LKNVKHPFLV |  | GLHFSFQTAD |  | KLYFVLDYIN |  | GGELFYHLQR |  | ERCFLEPRAR |
| FYAAEIASAL |  | GYLHSLNIVY |  | RDLKPENILL |  | DSQGHIVLTD |  | FGLCKENIEH |
| NSTTSTFCGT |  | PEYLAPEVLH |  | KQPYDRTVDW |  | WCLGAVLYEM |  | LYGLPPFYSR |
| NTAEMYDNIL |  | NKPLQLKPNI |  | TNSARHLLEG |  | LLQKDRTKRL |  | GAKDDFMEIK |
| SHVFFSLINW |  | DDLINKKITP |  | PFNPNVSGPN |  | DLRHFDPEFT |  | EEPVPNSIGK |
| SPDSVLVTAS |  | VKEAAEAFLG |  | FSYAPPTDSF |  | L          |  |            |

A: Аланін

C: Цистеїн

D: Аспарагінова кислота

E: Глутамінова кислота

F: Фенілаланін

G: Гліцин

H: Гістидин

I: Ізолейцин

K: Лізин

L: Лейцин

M: Метіонін

N: Аспарагін

P: Пролін

Q: Глутамін

R: Аргінін

S: Серин

T: Треонін

V: Валін

W: Триптофан

Кодований геном білок за функціями належить до трансфераз, кіназ, серин/треонінових протеїнкіназ, фосфопротеїнів. 
Задіяний у таких біологічних процесах, як апоптоз, відповідь на стрес, альтернативний сплайсинг. 
Білок має сайт для зв'язування з АТФ, нуклеотидами. 
Локалізований у клітинній мембрані, цитоплазмі, ядрі, мембрані, мітохондрії, ендоплазматичному ретикулумі.